# 3637 О'Міра
3637 О'Міра (3637 O'Meara) — астероїд головного поясу, відкритий 23 жовтня 1984 року.
Тіссеранів параметр щодо Юпітера — 3,384.